# Championnat de France de hockey sur glace 1930-1931
Saison précédente Saison suivante
La saison 1931 est la 15e saison du championnat de France de hockey sur glace. Cette saison, le championnat porte pour la première fois le nom de 1re série.

## 1ersérie
| 11 janvier 1931 | Chamonix Hockey Club | 4-1 (2-0, 2-1, 0-0) | Club des Sports d'Hiver de Paris |  |

### Bilan
Le club HC Chamonix-Mont-Blanc est champion de France pour la septième fois.

## 2ersérie

### Poule A
| 31 janvier 1931 | Chamonix Hockey Club II | 4-1 | Club des Sports d'Hiver de Paris II |  |

| 1er février 1931 | Chamonix Hockey Club II | 3-3 | Le Puck d’Anvers |  |

| 2 février 1931 | Le Puck d’Anvers | 3-3 | Club des Sports d'Hiver de Paris II |  |

### Poule B
| 31 janvier 1931 | Sporting Hockey Club de Saint Gervais | 4-0 | Club des Sports de Megève |  |

### Match pour la2eplace
Saint-Gervais déclare forfait pour la finale qui doit l'opposer à Chamonix II et choisit d'affronter la réserve du CSHP pour la deuxième place
|  | Sporting Hockey Club de Saint Gervais | 0-4 | Club des Sports d'Hiver de Paris II |  |

## Référence
Résultats de la saison sur Hockeyarchives